# Cross Over
「Cross Over」（크로스 오버）는 9nine의 5번째 싱글이다. 2010년 12월 1일에 SME Records로부터 발매되었다.

## 개요
2010년 2번째 리뉴얼 후 첫 번째 싱글이다. 「Show TIME」이후 2년만에 표제곡 타이업, 첫 애니메이션 주제곡. 9nine의 재킷 사진이 장식되어 있는 통상판과 뮤직비디오등이 있는 초회한정판, 타이업 작품 『STAR DRIVER 빛의 택트』의 메인 캐릭터가 그려져있는 기간한정생산판, 총 3가지 형태로 발매되었다.

## 수록곡
1. Cross Over [4:47]
작사：Nozomi Maezawa / 작곡：Takahiro Furukawa / 편곡：Shunsuke Tsuri
2. マテリアルワールド [4:52]
작사：Sai / 작곡・편곡：Kazuto Okawa
3. 119 [4:02]
작사：Yoichiro Takagi / 작곡・편곡：Rui Tanaka

DVD（초회생산판）
1. Cross Over (Music Video)

## 타이업
| 곡명       | 타이업 |
| ---------- | ------ |
| Cross Over | 엔딩   |